# Europese kampioenschappen atletiek – marathon
De Europees kampioenschap marathon is een evenement dat om de vier jaar wordt georganiseerd door de European Athletic Association (EAA). Het eerste kampioenschap werd in 1934 georganiseerd in Turijn en werd gewonnen door de Fin Armas Toivonen. Hierbij werd het kampioenschap enkel georganiseerd voor mannen. Het eerste kampioenschap waar vrouwen aan mee konden strijden, was het Europees kampioenschap in 1982 en werd gewonnen door de Portugese Rosa Mota.

## Kampioenschappen
| Jaar | Locatie                  | Winnaar mannen      | Tijd      | Winnaar vrouwen         | Tijd    |
| ---- | ------------------------ | ------------------- | --------- | ----------------------- | ------- |
| 1934 | Turijn, Italië           | FIN Armas Toivonen  | 2:52.29,0 |                         |         |
| 1938 | Parijs, Frankrijk        | FIN Väinö Muinonen  | 2:37.28,8 |                         |         |
| 1946 | Oslo, Noorwegen          | FIN Mikko Hietanen  | 2:24.55   |                         |         |
| 1950 | Brussel, België          | GBR Jack Holden     | 2:32.13,2 |                         |         |
| 1954 | Bern, Zwitserland        | FIN Veikko Karvonen | 2:24.51,6 |                         |         |
| 1958 | Stockholm, Zweden        | URS Sergej Popov    | 2:15.17,0 |                         |         |
| 1962 | Belgrado, Joegoslavië    | GBR Brian Kilby     | 2:23.18,8 |                         |         |
| 1966 | Boedapest, Hongarije     | GBR James Hogan     | 2:20.04   |                         |         |
| 1969 | Athene, Griekenland      | GBR Ron Hill        | 2:16.47.8 |                         |         |
| 1971 | Helsinki, Finland        | BEL Karel Lismont   | 2:13.09,0 |                         |         |
| 1974 | Rome, Italië             | GBR Ian Thompson    | 2:13.18,8 |                         |         |
| 1978 | Praag, Tsjecho-Slowakije | URS Leonid Mosejev  | 2:11.57,5 |                         |         |
| 1982 | Athene, Griekenland      | NED Gerard Nijboer  | 2:15.16   | POR Rosa Mota           | 2:36.03 |
| 1986 | Stuttgart, Duitsland     | ITA Gelindo Bordin  | 2:10.54   | POR Rosa Mota           | 2:28.38 |
| 1990 | Split, Joegoslavië       | ITA Gelindo Bordin  | 2:14.02   | POR Rosa Mota           | 2:31.27 |
| 1994 | Helsinki, Finland        | ESP Martín Fiz      | 2:10.31   | POR Manuela Machado     | 2:29.54 |
| 1998 | Boedapest, Hongarije     | ITA Stefano Baldini | 2:12.01   | POR Manuela Machado     | 2:27.10 |
| 2002 | München, Duitsland       | FIN Janne Holmén    | 2:12.14   | ITA Maria Guida         | 2:26.05 |
| 2006 | Göteborg, Zweden         | ITA Stefano Baldini | 2:11.32   | GER Ulrike Maisch       | 2:30.01 |
| 2010 | Barcelona, Spanje        | SUI Viktor Röthlin  | 2:15.31   | LTU Živilė Balčiūnaitė  | 2:31.14 |
| 2014 | Zürich, Zwitserland      | ITA Daniele Meucci  | 2:11.08   | FRA Christelle Daunay   | 2:25.14 |
| 2018 | Berlijn, Duitsland       | BEL Koen Naert      | 2:09.51   | BLR Volha Mazuronak     | 2:26.22 |
| 2022 | München, Duitsland       | GER Richard Ringer  | 2:10.21   | POL Aleksandra Lisowska | 2:28.36 |

Turijn 1934 ·
Parijs 1938 ·
Oslo 1946 ·
Brussel 1950 ·
Bern 1954 ·
Stockholm 1958 ·
Belgrado 1962 ·
Boedapest 1966 ·
Athene 1969 ·
Helsinki 1971 ·
Rome 1974 ·
Praag 1978 ·
Athene 1982 ·
Stuttgart 1986 ·
Split 1990 ·
Helsinki 1994 ·
Boedapest 1998 ·
München 2002 ·
Göteborg 2006 ·
Barcelona 2010 ·
Zürich 2014 ·
Berlijn 2018 ·
München 2022 ·